# Шампања (Крез)
Шампања (фр. Champagnat) насеље је и општина у централној Француској у региону Лимузен, у департману Крез која припада префектури Обисон.
По подацима из 2011. године у општини је живело 444 становника, а густина насељености је износила 15,41 становника/km². Општина се простире на површини од 28,82 km². Налази се на средњој надморској висини од 546 метара (максималној 663 m, а минималној 436 m).

## Демографија
| 1962. | 1968. | 1975. | 1982. | 1990. | 1999. | 2011. |
| ----- | ----- | ----- | ----- | ----- | ----- | ----- |
| 550   | 604   | 494   | 482   | 438   | 423   | 444   |

График промене броја становника у току последњих година